# Estação Barrio del Puerto
Barrio del Puerto é uma estação da Linha 7 do Metro de Madrid.